# Сигерик I (король Эссекса)
Сигерик I (англ. Sigeric; умер в 798) — король Эссекса (758—798).
Сын Селреда, Сигерик стал правителем Эссекса в 758 году. В 756 году его старший сын Сигеберт стал королём Уэссекса, при помощи Мерсии, но через год он был убит. Сигерик продолжал править в Эссексе до 798 года, когда он умер. На престоле его сменил его сын Сигеред.